# Mézangers
Mézangers ist eine französische Gemeinde mit 625 Einwohnern (Stand: 1. Januar 2022) im Département Mayenne in der Region Pays de la Loire. Sie gehört zum Arrondissement Mayenne und zum Kanton Évron. Die Einwohner werden Mézangerois genannt.

## Geographie
Mézangers liegt etwa 28 Kilometer von Laval entfernt. Umgeben wird Mézangers von den Nachbargemeinden Jublains im Nordwesten und Norden, Hambers im Norden, Sainte-Gemmes-le-Robert im Osten, Évron im Südosten und Süden, Neau im Südwesten sowie Deux-Évailles im Westen.

## Bevölkerungsentwicklung
| Jahr                       | 1962 | 1968 | 1975 | 1982 | 1990 | 1999 | 2006 | 2019 |
| Einwohner                  | 435  | 435  | 432  | 522  | 555  | 555  | 662  | 635  |
| Quellen: Cassini und INSEE |      |      |      |      |      |      |      |      |

## Sehenswürdigkeiten
- Kirche Saint-Front
- Schloss Le Rocher aus dem 13. Jahrhundert, Umbauten aus dem 15. Jahrhundert

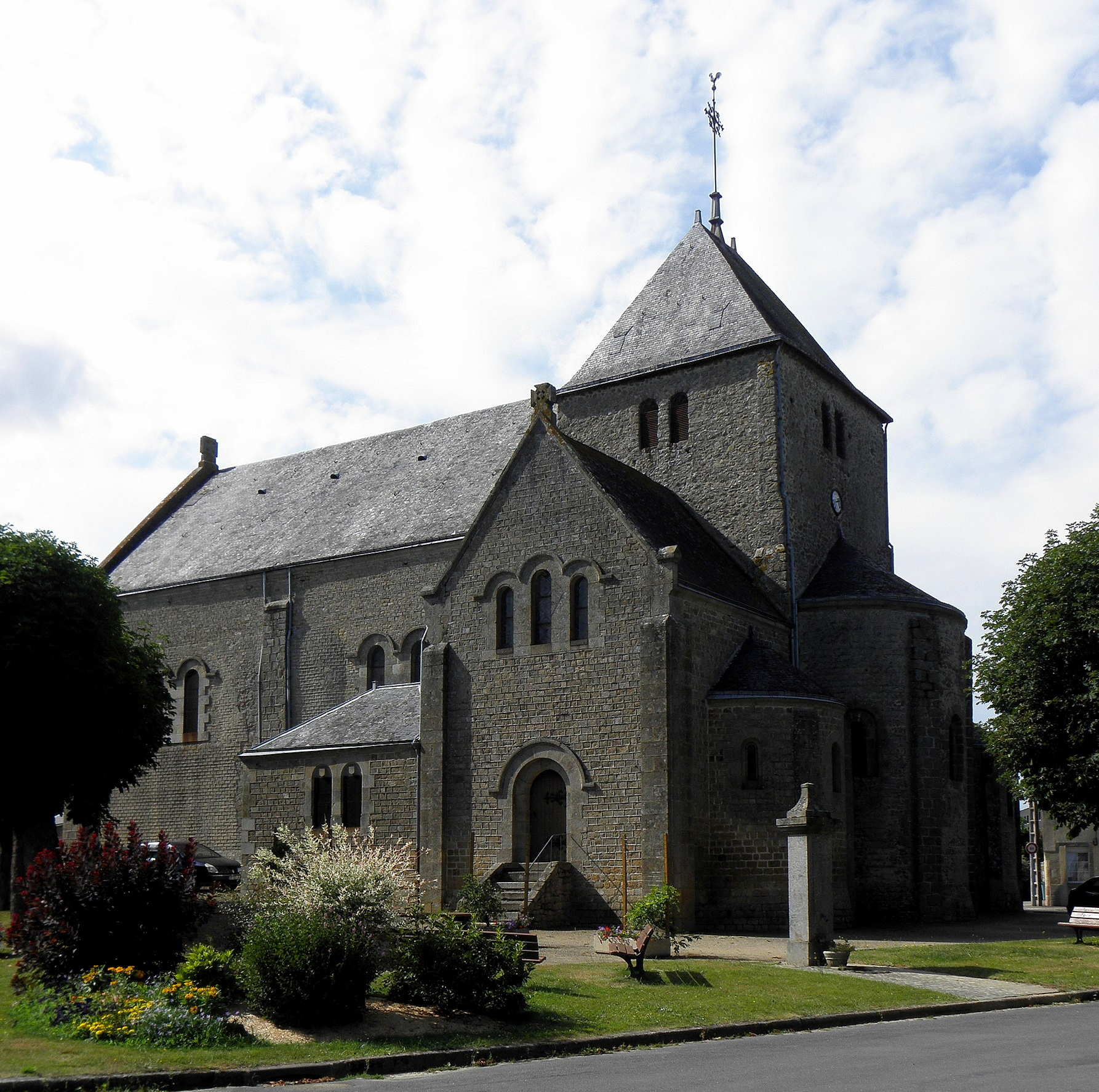
Kirche Saint-Front
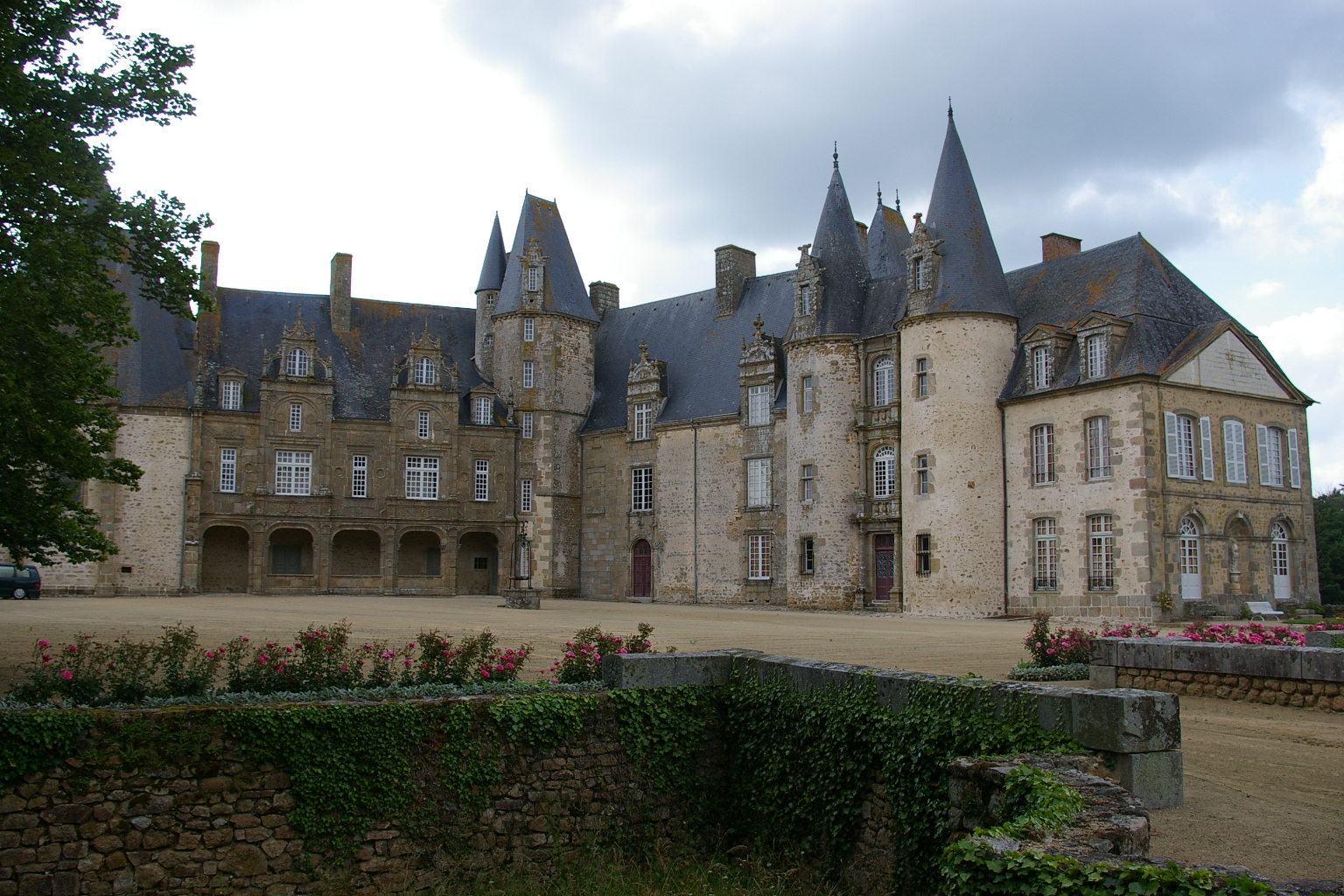
Schloss Le Rocher

## Gemeindepartnerschaft
Mit der französischen Gemeinde Mésanger im Département Loire-Atlantique besteht eine Partnerschaft.

## Persönlichkeiten
- Françoise Mezière (1745–1794), geweihte Jungfrau und seliggesprochene Märtyrerin